# Amstrad CPC

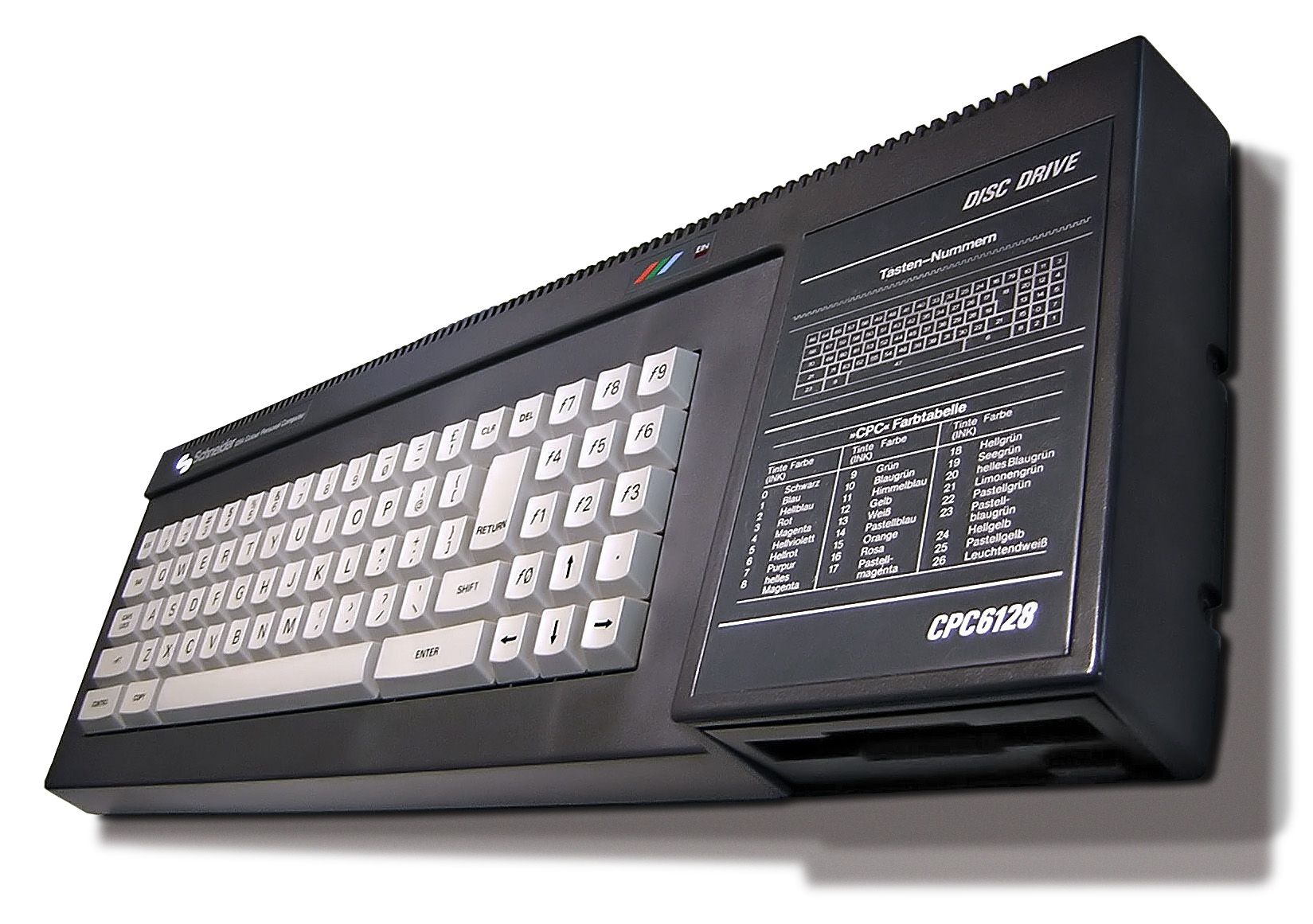
Schneider CPC6128

Werbesticker der „Schneider Computer Division“ aus den 1990ern

Die Amstrad-CPC-Serie, im deutschsprachigen Raum eher als Schneider CPC bekannt, war eine in den 1980er Jahren populäre Baureihe untereinander weitgehend kompatibler 8-Bit-Heimcomputer, die auf der damals weit verbreiteten Z80-CPU basierte und u. a. in Westeuropa größere Verbreitung fand. Entwickelt wurden die CPCs von der britischen Firma Amstrad, die sie in Fernost, u. a. von Orion, als Auftragsarbeit bauen ließ. Die Bezeichnung CPC leitet sich vom englischen Colour Personal Computer ab.
Die Rechner wurden als Komplettpaket mit umfangreicher Hardwareausstattung verkauft: Enthalten waren der eigentliche Rechner mit integrierter Tastatur und Laufwerk (Kompaktkassette beim CPC464 und 464Plus, 3″-Diskette bei den anderen Modellen), ein Farb- oder ein Monochrom-Monitor (grün bei den klassischen und schwarzweiß bei den Plus-Modellen) mit integriertem Netzteil, mehrere kurze Verbindungskabel, ein ausführliches Handbuch, eine CP/M-Bootdiskette sowie eine Diskette mit Programmen bzw. eine Demokassette. Ein Fernseher konnte über einen als Zubehör erhältlichen Adapter angeschlossen werden. Jedoch lieferte der mitgelieferte RGB-Monitor ein wesentlich besseres Bild als ein Fernseher. Je nach Modell und Ausstattung war der Verkaufspreis vergleichbar oder deutlich niedriger als der eines C64, bei dem Monitor und Disketten-Laufwerk in der Regel als Zubehör erworben werden mussten.
Da Amstrad in Deutschland über keine Vertriebsstrukturen verfügte, übernahm die Schneider Computer Division, eine eigens zu diesem Zweck gegründete Tochter der Schneider Rundfunkwerke AG, den Vertrieb unter der Bezeichnung Schneider CPC für die Länder Deutschland, Österreich und die Schweiz. Nachdem Amstrad und Schneider 1988 die Zusammenarbeit beendet hatten, verkaufte Amstrad auch in diesen Ländern die CPC-Serie unter eigenem Namen, was mit erheblichen Anlaufschwierigkeiten verbunden war, da Amstrad bis zu diesem Zeitpunkt nach wie vor nicht selbst in Deutschland vertreten war. Deshalb und weil der Zenit der CPCs bereits überschritten war, stammen die meisten in Deutschland verkauften CPCs noch von Schneider. In den meisten anderen Ländern wurden CPCs bereits zuvor unter der Bezeichnung Amstrad CPC verkauft.

## Technik, Ausrüstung und Bedienung
Die Technik entsprach durchgehend dem Stand der Zeit, und so war der Computer in den meisten Aspekten dem direkten Konkurrenten Commodore 64 ebenbürtig. In Teilbereichen (z. B. Anzahl darstellbarer Farben, Sprachumfang des eingebauten BASIC-Interpreters, Leistung der CPU, Speichermedien) war der CPC diesem sogar überlegen, in anderen (Fehlen von Hardware-Unterstützung für Sprites) dagegen unterlegen.
Der Rechner startete direkt ins (samt ausführlichem Handbuch) mitgelieferte, auf dem ROM enthaltene Locomotive BASIC. Weitere Software konnte über Kassette oder Diskette nachgeladen werden. Mit den beigelegten Disketten konnte das Betriebssystem CP/M 2.2, bei den Modellen mit 128 KB RAM auch CP/M 3.0, nachgeladen werden; weitere Programme und Programmiersprachen, etwa Logo und Turbo Pascal 3.01A waren erhältlich. Programmierung in Maschinensprache  war mittels der üblichen PEEK/POKE/CALL-Befehle vom BASIC aus direkt möglich, aber auch echte Assembler standen zur Verfügung.
Der BASIC-Editor des CPC wich vom reinen Bildschirmeditor-Konzept des direkten Konkurrenten C64 insofern ab, als eine an sich zwar nur zeilenorientierte, aber mit dem „Copy-Cursor“ zur Übernahme vorhandener Bildschirminhalte dennoch recht komfortable Funktion zum Kopieren oder Editieren des Quelltextes bereitstand. Der für die Zeit komfortable BASIC-Interpreter wies einen recht guten Befehlsumfang auf. Module und Funktionen fehlten entsprechend der Entstehungszeit beinahe ganz, die automatisierte Bearbeitung des zeilennummerierten Listings (Neunummerierung, Verschmelzen einzelner Listing-Teile etc.) war möglich.
Nicht nur das BASIC, sondern auch das interne Betriebssystem (für Assembler-Programmierer) war im Vergleich zu anderen Heimcomputern schnell und geradezu luxuriös ausgestattet. So enthielt das ROM des CPC unter anderem eine umfangreiche Bibliothek für Gleitkommazahlen sowie ein ausgeklügeltes Interrupt-System, das teilweise sogar von BASIC aus nutzbar war (sogenannte Events).

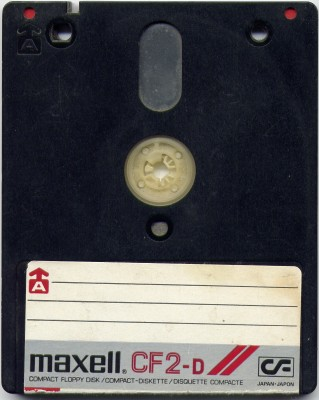
Standard-3-Zoll-Diskette

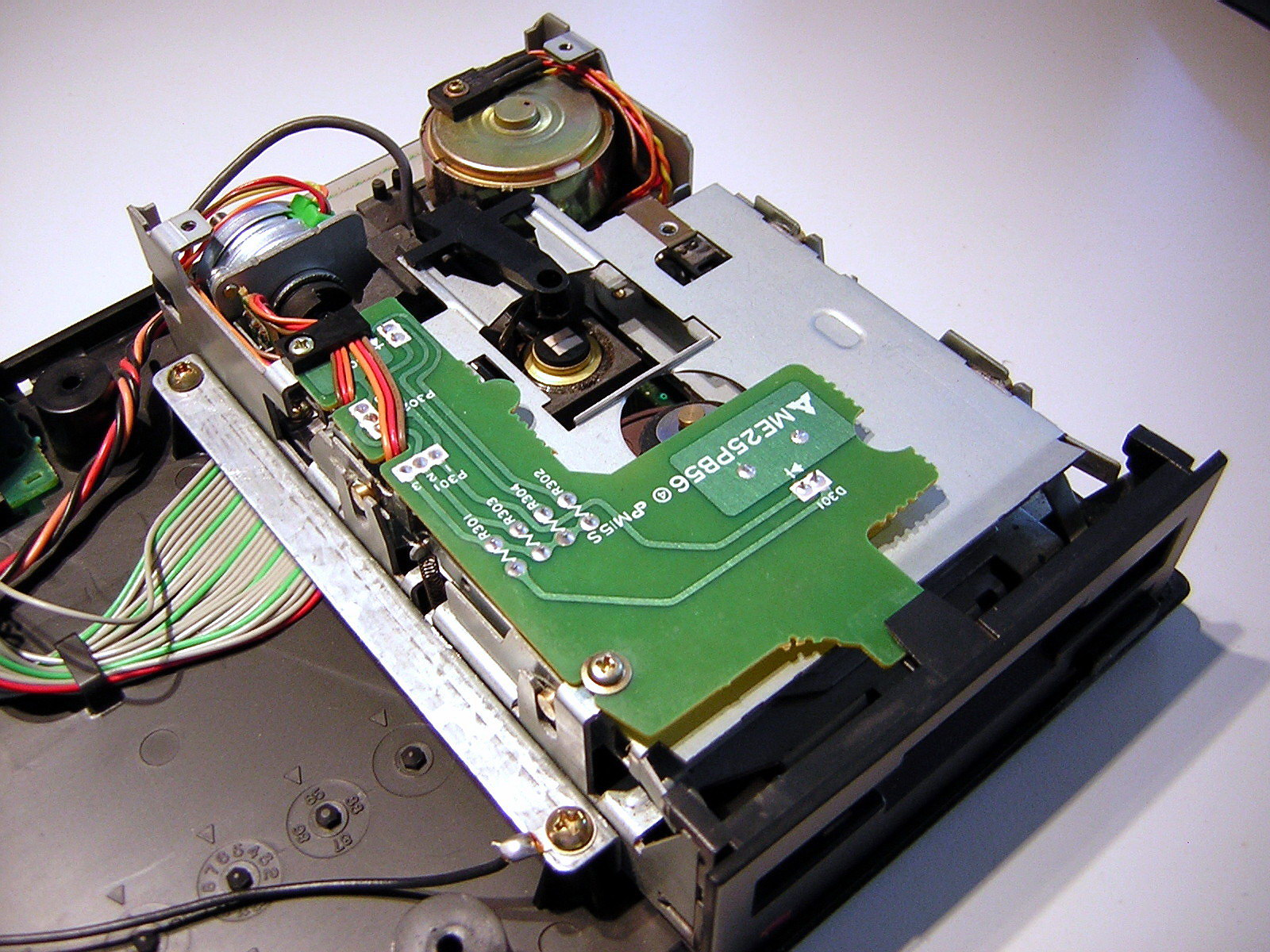
Schneider CPC6128: Diskettenlaufwerk

Das zur Ablösung des Kassettenlaufwerkes ab dem Modell CPC 664 eingebaute 3″-Diskettenlaufwerk brachte einen erheblichen Geschwindigkeitsvorteil. Die Disketten waren sehr stabil, wurden einzeln in Pappschubern oder Jewel Cases geliefert und sind den später erschienenen 3½″-Disketten ähnlich, mit ihrem starren, schwarzen Plastikgehäuse aber wesentlich teurer. Die von Hitachi-Maxell entwickelte 3″-Diskette war als Nachfolger der in den 1970er Jahren gängigen 8″-Diskette konzipiert, wurde jedoch vom Markt kaum angenommen. Außer von Schneider/Amstrad und später Sinclair, bedingt durch den Aufkauf durch Amstrad, wurde dieses Format nur von wenigen, exotischen Computerherstellern verwendet. Die Medienpreise waren auch wegen der geringen Verbreitung dieses Formates relativ hoch, für eine einzelne Diskette wurden beim Einzelhändler zwischen 7 und 20 DM verlangt.
Das logische Format der 3″-Diskette war beim CPC doppelseitig (engl. double sided) mit doppelter Schreibdichte (double density), benutzte die Aufzeichnungsmethode MFM, verwendete je Seite 40 Spuren à 9 Sektoren à 512 Bytes und hatte somit eine Kapazität von 360 KB für Nutzdaten (180 KB je Seite). Die Diskette musste zum Beschreiben der zweiten Seite auch physisch gedreht werden, da es sich um Einzelkopflaufwerke handelte. Spätere 3″-Doppelkopflaufwerke fanden sich nur beim verwandten PCW-Rechner, nicht aber beim CPC, wohingegen Disketten höherer Speicherkapazität (dank veränderter Formatierungsdichte) durchaus möglich waren.
Obwohl die 3″-Diskette der früheren 5¼″-Diskette überlegen war, konnte sie sich nicht durchsetzen. In der Zwischenzeit eroberte bereits Sonys 3½″-Diskette dank besserer Leistungsdaten (720 KB), stärkerer Vermarktung und Verwendung im populären Macintosh den Markt. Der 34-polige Datenanschluss des Laufwerks entsprach dem eines PC-XT-Diskettenlaufwerks, nur der Netzteil-Anschluss war anders belegt. So ließen sich mittels eines Netzteil-Adapters auch für den PC konzipierte Laufwerke anschließen, deren Speichermedien wesentlich preiswerter erhältlich waren. Das Betriebssystem AMSDOS konnte grundsätzlich nur eine Seite der Diskette ansprechen. Daher wurden beim Anschluss von 3½″-Laufwerken am CPC zumeist manuelle Kippschalter zur Seitenwahl mit eingebaut, da sich die unsymmetrisch aufgebauten 3½″-Disketten prinzipiell nicht wenden lassen.
Die verschiedenen CPC-Modelle waren – in diesem Preissegment eine Neuerung – untereinander kompatibel. Die Software ließ sich weitgehend austauschen. Das Betriebssystem CP/M war von den mittleren 1970er bis in die mittleren 1980er Jahre der De-facto-Industriestandard für professionell genutzte 8-Bit-Rechner, so dass im Bereich Office-Anwendungen (z. B. WordStar, dBase, Microsoft Multiplan) und Programmiersprachen auch Software genutzt werden konnte, die nicht speziell für den CPC erstellt worden war. Das CP/M-Softwareangebot war wegen des von praktisch allen anderen CP/M-Rechnern abweichenden Diskettenformates allerdings nicht direkt zugänglich; Mailboxen, über die Programme heruntergeladen werden konnten, kamen in Europa gerade erst auf und waren den wenigsten bekannt bzw. zugänglich. Allerdings war es, je nach persönlichen Interessen, auch möglich, ohne den Einsatz von CP/M zu arbeiten. Im Bereich der Computerspiele spielte CP/M ohnehin kaum eine Rolle.

## Technische Daten

### Hauptprozessor

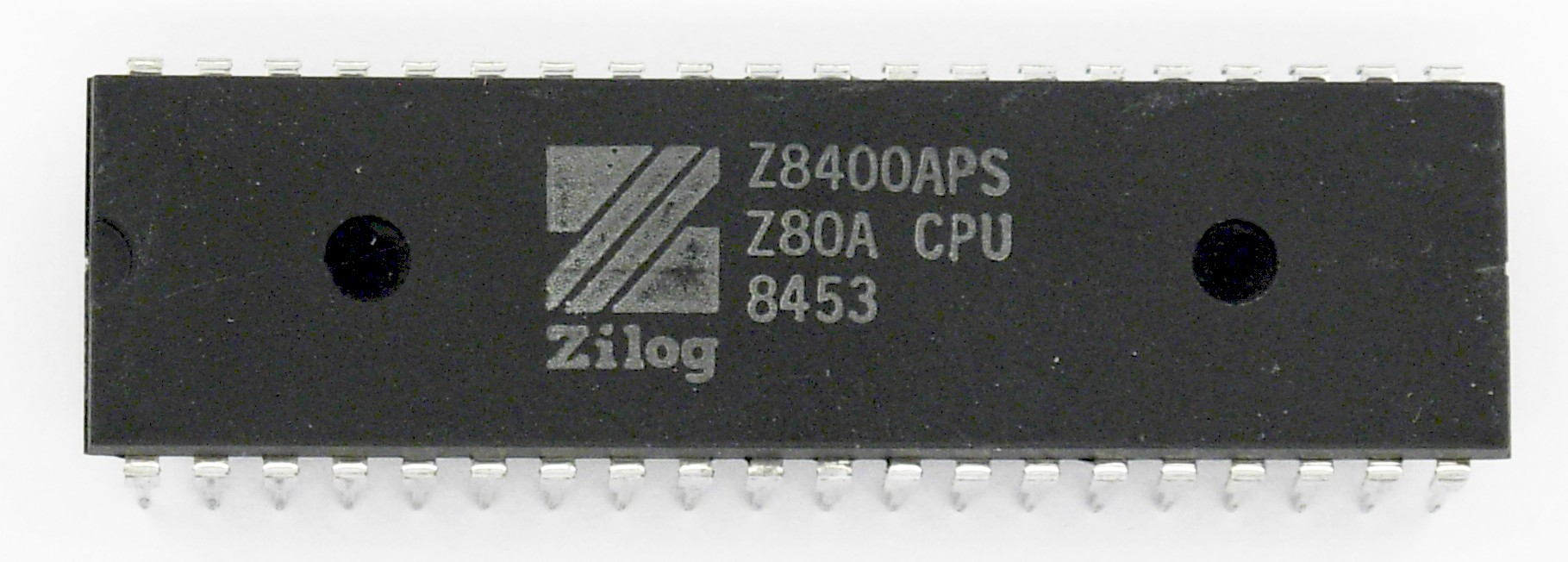
Zilog Z80 im 40-poligen DIP

In der CPC-Serie verrichtete ein Zilog-Hauptprozessor (Z80 oder Z80A) (mit einer Datenwort- und Datenbus-Breite von 8 Bit) seinen Dienst. Dieser Prozessor war den meisten anderen damaligen 8-Bit-Prozessoren in vielerlei Hinsicht überlegen (großer Befehlsumfang erlaubte sehr kompakte Programme, maximale Taktfrequenz von bis zu 4 MHz, integrierter IO-Controller, integrierter DRAM-Refresh, virtuelle 16-Bit-Register, weite Verbreitung und niedriger Preis). Im CPC wird die Z80-CPU mit einer Taktfrequenz von 4 MHz betrieben. Allerdings wird nach jedem vierten Takt ein Waitstate eingefügt um der Videoelektronik den regelmäßigen Speicherzugriff zu ermöglichen und Bildstörungen (Snowing) zu vermeiden. Durch diese Maßnahme ergibt sich eine effektive Taktfrequenz von ca. 3,3 MHz. Es ergibt sich eine theoretische Rechenleistung von bis zu 1 MIPS, in praktischen Anwendungen sind es jedoch eher unter 0,5 MIPS.

### RAM
Die CPCs waren je nach Modell mit 64 KB RAM (464, 664, 464plus, GX4000) oder 128 KB RAM (6128, 6128plus) ausgestattet, wovon dem Benutzer unter BASIC ca. 42 KB für Programme und/oder Daten zur Verfügung standen. Da der Adressbus der Z80-CPU mit 16 Bit Breite maximal 65.536 verschiedene Adressen (also Bytes, also 64 KB) ansprechen konnte, wurde der erweiterte Speicher des CPC6128 (und auch ggf. mit Speichererweiterungen bestückter CPCs) per Bank Switching verfügbar gemacht. Hierbei wurde ein 16 KB großer Speicherblock aus dem zweiten 64-KB-Block (bzw. weiteren Blöcken) in dem vom Hauptprozessor adressierbaren Speicherbereich (hier zwischen 0x4000 und 0x7fff) eingeblendet (wodurch der normalerweise dort liegende Speicher ausgeblendet wurde, also temporär nicht zur Verfügung stand). Insgesamt waren so (durch die Ansteuerung der 16-KB-Blöcke begrenzt) Speichererweiterungen auf bis zu 576 KB möglich und auch zur damaligen Zeit erhältlich. Erst 2007 kamen Erweiterungen auf den Markt, mit denen auch eine Erweiterung bis 4 MB möglich wurde.

### ROM
Die CPCs waren je nach Modell mit 32 KB (464) bzw. 48 KB (664, 6128) ROM ausgestattet, wobei sich diese zu jeweils 16 K auf Betriebssystem/Kernel (unteres ROM), BASIC-Interpreter (oberes ROM) und (bei Vorhandensein eines Diskettenlaufwerks bzw. Controllers) das AMSDOS (auch oberes ROM, siehe unten) mit einem Teil der Programmiersprache Logo verteilten. Abweichend hierzu hatten die Modelle 464plus/6128plus/GX4000 kein eingebautes ROM, sondern einen Steckplatz für Steckmodule, wobei das Modul für den 464plus und 6128plus neben einem mitgelieferten Spiel auch alle o. g. ROMs enthielt. Durch ein u. a. speziell für diesen Zweck entworfenes Uncommitted Logic Array konnten diese ROMs im CPC (an verschiedenen Adressbereichen: unteres ROM zwischen 0x0000 und 0x3fff und oberes ROM zwischen 0xc000 und 0xffff) beliebig ein- und ausgeblendet werden. Im oberen ROM waren theoretisch sogar bis zu 252 verschiedene, jeweils 16 K große ROMs (ein- und ausblendbar) möglich.

### BASIC
Der BASIC-Interpreter der CPC-Serie (Locomotive BASIC 1.0 im 464 bzw. 1.1 in 664, 6128, 464plus und 6128plus) war für damalige Verhältnisse aus mehreren Gründen außergewöhnlich. Zum einen gab es umfangreiche Befehle zur Erzeugung von Grafik, Tonausgabe, Text-Fenstern sowie UDGs (benutzerdefinierten Grafiken, engl. user defined graphics) etc., zum anderen war es z. B. möglich, den Befehlssatz per RSX (eng. resident system eXtension) beliebig zu erweitern. Der Interpreter unterzog, wie die meisten 8-Bit-BASICs, jede im (zeilenbasierten) Editor eingegebene Programmzeile sofort einer lexikalischen Analyse (Tokenisierung), bevor sie gespeichert wurde. Dadurch sank der Speicherverbrauch und die Geschwindigkeit der Programme stieg.

### Grafik
Die Grafik-Darstellung in der CPC-Serie wird von dem Gespann CRTC (engl. cathode ray tube controller, einem Motorola-6845-Controller, der baugleich auch in CGA-Grafikkarten verwendet wurde) sowie dem Gate Array gesteuert. Interessant ist hierbei die Kombination dieser beiden integrierten Schaltkreise, da der CRTC hauptsächlich zur Darstellung von Textmodi (mit Character ROM, d. h. Zeichensatz-ROM, ähnlich dem ersten IBM PC, dem C64 oder auch dem heutigen Videotext) ausgelegt ist, im CPC aber auf ziemlich ausgeklügelte Art und Weise zusammen mit dem Gate Array die Steuersignale und Bildinhalte erzeugt sowie die Auflösung der Farbpaletten steuert. Dadurch erst sind die drei unterschiedlichen Grafikmodi (Mode 0: 160×200 Pixel bei 16, Mode 1: 320×200 Pixel bei 4 und Mode 2: 640×200 Pixel bei 2 aus jeweils 27 Farben) der CPC-Reihe möglich. Das Fehlen eines echten Textmodus und der Hardware-Sprites schränkten jedoch den CPC (im Vergleich zum C64) im Spielbetrieb deutlich ein – der nötige Befehlsaufwand zur Anzeige von bewegter Grafik ist im CPC wesentlich höher, so dass Spiele entweder langsamer ablaufen oder viel stärker auf größtenteils statische, unbewegte Bildinhalte setzen müssen.
Um Kosten zu senken, wurden in späteren Modellen der klassischen CPCs ein höher integriertes IC (ASIC) als Ersatz für CRTC und Gate-Array verwendet (zu sehen an der verkleinerten Hauptplatine).
Die Modelle 464plus, 6128plus und GX4000 erhielten einen verbesserten Grafikchip, der Sprites, Scrolling und sogar 32 Farben (aus 4096) integriert hatte. Zudem war der neue Grafikchip in der Lage, sich kompatibel zum alten Chipsatz zu verhalten, was er beim Einschalten im klassischen Modus auch standardmäßig tat. Die Umschaltung in den verbesserten Modus erfolgt durch für die Öffentlichkeit undokumentierte Maschinensprachebefehle, diese wurden jedoch bereits 1992 in der Zeitschrift CPC Amstrad International (sowie in Englischen und Französischen Computermagazinen) offengelegt. Trotzdem nutzen nur relativ wenige Diskettenspiele diese Umschaltung und reizen somit auf Plus-Modellen die Fähigkeiten aus.
Amstrad hat sich für den CRTC verschiedener Zulieferer bedient. Bei den dokumentierten Funktionen sind diese vollständig kompatibel, bei sehr hardwarenaher Programmierung, insbesondere in Demos, gibt es jedoch Inkompatibilitäten, so dass nicht alle Tricks mit allen CRTC-Typen möglich sind. Daher ermitteln solche Programme häufig den verwendeten CRTC-Typ, um diesem entsprechend andere Routinen zu verwenden oder die entsprechenden Programmteile ganz auszublenden. Weit verbreitet (aber inoffiziell) ist folgende Zählung:
- CRTC 0: HD6845 (Hitachi)
- CRTC 1: UM6845R (UMC),
- CRTC 2: UM6845S (UMC) oder MC6845 (Motorola),
- CRTC 3: CPC+ ASIC
- CRTC 4: ASIC der kostenreduzierten klassischen CPCs

Bei der Zählung ist zu berücksichtigen, dass diese nicht chronologisch ist: CRTC 4 kam vor CRTC 3 zur Verwendung, wurde aber von der Szene erst nach CRTC 3 entdeckt. Durch die Abweichungen bei der CRTC ist es in Szenekreisen heute auch gängig, mehrere CPCs mit verschiedenen CRTCs zu besitzen. Die inkompatibelste CRTC ist Typ 2, die kompatibelste Typ 0, gefolgt von Typ 1.

### Sound
Der Soundgenerator im CPC ist ein AY-3-8912 (ursprünglich von General Instrument), ein Chip, der 3-Kanal-Stereo-Sound erzeugt sowie integrierte Hüllkurven- und Rausch-Generatoren besitzt (sowie IO-Kanäle, über die z. B. im CPC auch die Tastatur abgefragt und das Lesen und Schreiben von Kassette gesteuert wird). Im Vergleich zu den Möglichkeiten eines Synthesizers (wie dem SID, der z. B. dem C64 seine Stimme gibt) sind die des AY-3 relativ eingeschränkt, aber auch hier war wieder der günstige Preis ausschlaggebend für die Wahl. Dieser Tongenerator (bzw. Abwandlungen davon) wurde z. B. auch in vielen Arcade-Automaten, im Atari ST, im Sega Master System, Sega Mega Drive, Nintendo Game Boy und anderen Konsolen der frühen 1990er Jahre verbaut.

### Anschlüsse
- 50-poliger Platinenstecker für Hardware-Erweiterungen (50-polige Centronics-Buchse bei 464plus, 6128plus, dt. CPC6128)
- 34-poliger Platinenstecker als Drucker-Schnittstelle (7-Bit) (36-polige Centronics-Buchse bei 464plus, 6128plus, dt. CPC6128)
- 34-poliger Platinenstecker für externes 3″-Diskettenlaufwerk (FD-1 Sekundär-LW ohne Controller) (nicht bei CPC464, 464plus und GX4000, 36-polige Centronics-Buchse bei 6128plus und dt. CPC6128)
- 9-poliger Sub-D-Joystick-Anschluss (zwei Joysticks über Weiche oder Buchse im Speziellen 1. Joystick) bzw. 2 digitale Joystick-Ports bei 464plus, 6128plus und GX4000, wobei hier der erste Joystick-Port nach wie vor mit einer Weiche genutzt werden konnte.
- 6-polige DIN-Buchse zum Anschluss eines Monitors (8-polige DIN-Buchse bei 464plus und 6128plus)
- 5-polige DIN-Buchse zum Anschluss eines Kassettenrecorders (nicht CPC464, 464plus, 6128plus und GX4000)
- 3,5-mm-Stereo-Ausgang
- Nur 464plus, 6128plus und GX4000: 15-poliger Sub-D-Analog-Joystick-Anschluss
- Nur 464plus, 6128plus und GX4000: RJ45-Buchse zum Anschluss einer Lichtpistole (dieselben Signale liegen aber auch an bestimmten Ports der Erweiterungsschnittstelle an)

### Länderspezifikation
Die Tastaturen wurden teilweise auf lokale Standards angepasst (spanische, französische oder englische Belegung). Eine deutsche Tastatur soll es, gerüchteweise, ebenfalls gegeben haben.
Durch drei Lötbrücken auf der Hauptplatine konnte die Produktion zwischen den Handelsmarken Amstrad, Orion, Schneider, Awa, Solavox, Saisho (Dixon UK), Triumph und ISP umgestellt werden. Genutzt wurde, soweit bekannt, Amstrad, Awa (bei den durch Mitsubishi Electric nach Australien exportierten Rechnern; die Gehäusebeschriftung blieb gleich) und Schneider (Deutschland).
Eine weitere Lötbrücke legt fest, ob der Monitor mit den europäischen 50 Hz oder den amerikanischen 60 Hz angesprochen werden soll.
Über eine weitere Lötbrücke konnte festgelegt werden, ob der Rechner beim Einschalten den BASIC-Interpreter oder das CP/M startet. Findige Bastler haben diese Lötbrücke durch einen von außen zugänglichen Schalter ersetzt.
Während bei den Amstrad-Modellen die externen Stecker zum Teil als kostengünstige Platinenstecker ausgeführt wurden, analog etwa zu den heutigen Steckkarten, waren bei dem besser geschirmten Schneider CPC6128 Micro-Ribbon-Schnittstellen bzw. -Stecker verbaut worden, besser bekannt unter dem inoffiziellen Namen Centronics-Stecker (es handelt sich um den gleichen Steckertyp, der bei Druckern mit Parallelschnittstelle druckerseitig zum Einsatz kommt).
Bei den Amstrad-Modellen waren einige Tasten des CPC464 und CPC664 farbig hervorgehoben:
- grün: CTRL, SHIFT, CAPS LOCK, COPY, TAB und DEL
- blau: RETURN und ENTER
- rot: ESC.

Demgegenüber waren die Tasten der gleichen Rechner in Deutschland einheitlich schwarz (CPC464), bzw. grau (CPC664), um den Computern ein seriöseres Äußeres zu geben. Ab dem CPC6128 waren die Tasten länderübergreifend einheitlich grau (CPC6128) bzw. weiß (Plus-Serie).
Die Unterschiede zwischen den länderspezifischen Modellen lagen also in
- der Beschriftung der Tasten und der Gehäuserückseite (für Spanien und Frankreich)
- der Farbe des Tasten beim CPC464 und CPC664 (für Deutschland)
- ggf. dem ROM (Zeichentabelle, für Spanien und Frankreich)
- ggf. veränderten Lötbrücken für andere Handelsnamen (für Australien und Deutschland)
- ggf. veränderte Lötbrücke für Bildfrequenz (für Europa bzw. USA)
- die Sprache des Schildes auf dem Diskettenlaufwerk (Farbtabelle).

## Geschichte

### Klassische Modelle

#### CPC464 (1984)

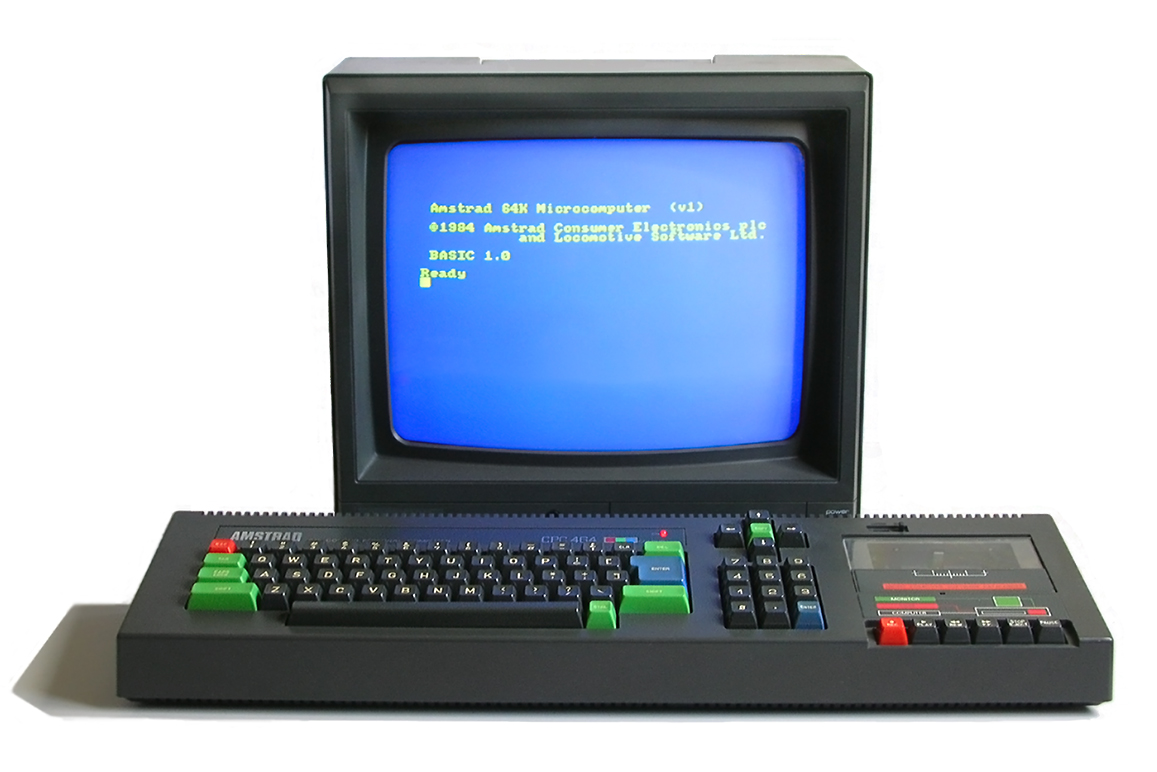
Amstrad CPC 464, mit CTM640 Farbmonitor

Der CPC464 ist das ursprüngliche Modell der CPC-Serie. Im Gegensatz zu den anderen Modellen besitzt der CPC464 ein Kassettenlaufwerk zum Speichern von Daten sowie das Locomotive BASIC in der Version 1.0. Das 3″-Diskettenlaufwerk mitsamt Controller war separat erhältlich. Er wurde mit 64 KB Speicher ausgeliefert. Im Jahr 1985 wurde der CPC464 zum Computer des Jahres gewählt.
Der CPC472 wurde in einer kleinen Serie von Amstrad/Indescomp für den spanischen Markt hergestellt. Genauer betrachtet ist der CPC472 kein eigenes Modell, sondern entspricht technisch dem CPC464. Der Grund für die Einführung des CPC472 war ein spanisches Gesetz, nach dem jeder Rechner, der 64 KB Speicher besitzt, mit einer spanischen Tastatur ausgeliefert werden musste. Um dieses Gesetz zu umgehen, wurden in den CPC464 auf einer kleinen Zusatzplatine zusätzliche – aber völlig funktionslose – 8 KB RAM eingebaut, so dass er weiterhin mit einer englischen Tastatur ausgeliefert werden konnte. Nachdem das Gesetz auf beliebige Speichergrößen ausgeweitet worden war, wurden die Restbestände des CPC472 mit einer spanischen Tastatur ausgeliefert.

#### CPC664 (1985)

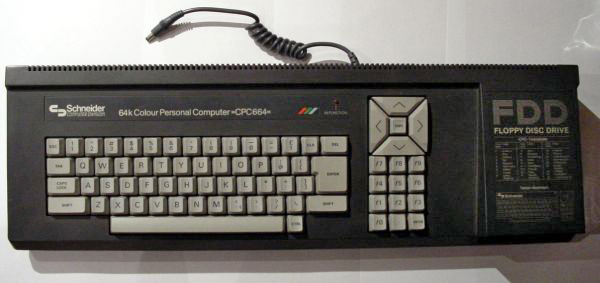
Schneider CPC664

Der CPC664 besaß eine verbesserte ergonomische Tastatur mit leichter Krümmung sowie ein 3″-Diskettenlaufwerk und 64 KB Speicher. Der CPC664 war allerdings nicht sehr lange auf dem Markt, da Amstrad bereits das Nachfolgemodell CPC6128 angekündigt hatte, welches neben dem 3″-Diskettenlaufwerk 128 KB RAM enthielt.

#### CPC6128 (1985)

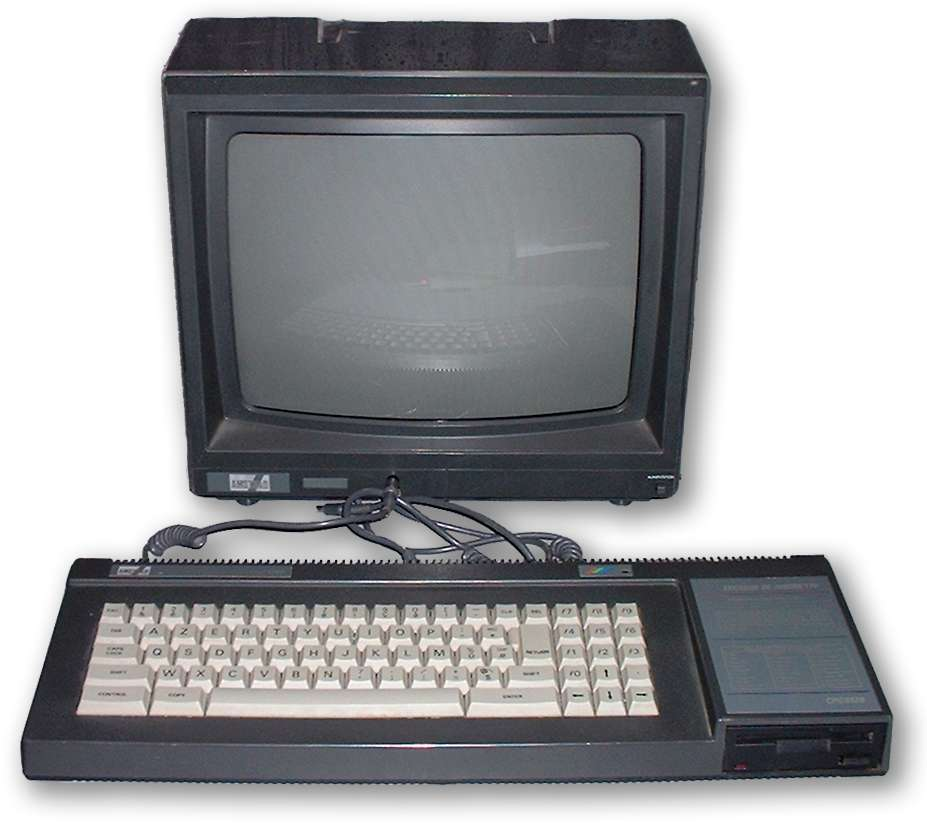
Amstrad CPC6128

Der CPC6128 hatte eine verbesserte, flachere Tastatur ohne Krümmung, 3″-Diskettenlaufwerk, 128 KB und war ursprünglich für den amerikanischen Markt gedacht. Da der Z80-Prozessor des CPC nur 64 KB RAM ansteuern konnte, war ein Zugriff auf den restlichen Speicher nur über das Einblenden von 16- oder 64-KB-Blöcken des oberen Speicherbereiches in den unteren möglich, eine Technik namens Bank Switching.

### Plus-Modelle (weitgehend kompatibel)
Neben dieser ursprünglichen Serie gab es später einige einfacher produzierte und zugleich verbesserte, aber zu spät entwickelte Nachfolgemodelle von Amstrad, auf den Spielekonsolenmarkt abzielend. Die Gehäusefarbe wechselte hierbei zum üblichen Beige-Grau, und es wurde eine Schnittstelle für Steckmodule eingebaut. Ferner wurden die Centronics-Buchsen des Schneider CPC6128 jetzt für alle Länder übernommen. Dadurch, und weil alle ROMs (inkl. der evtl. für Frankreich oder Spanien anzupassenden Zeichentabelle) jetzt in dem Steckmodul integriert waren, konnten alle Modelle ohne Modifikationen der Platine in allen Ländern verkauft werden, da nur noch die Tastenkappen und das Steckmodul unterschiedlich waren.
Änderungen gab es auch beim Soundchip und beim Grafikchip, der Sprites, Scrolling und sogar 32 Farben (aus 4.096) integriert hatte. Die Kompatibilität blieb durch das CPC-ROM in dem Steckmodul weitgehend erhalten. Aufgrund der weiterentwickelten Konkurrenz (zum Beispiel Commodore Amiga und Atari ST) konnten sich die Modelle aber nicht durchsetzen.

#### 464plus (1990)
Wie CPC464, zuzüglich o. g. Verbesserungen. Obwohl ein Expansionsport vorhanden ist, ist der Anschluss eines Diskettenlaufwerks erschwert, da zum einen die Erweiterungsschnittstelle auf Centronics umgestellt wurde und der DDI-1-Controller noch für den alten Platinensteckeranschluss entwickelt wurde. Man benötigt also genau das Gegenstück des Adapters, den zuvor die dt. Schneider-CPC6128-Besitzer brauchten. Außerdem enthält die Cartridge ein AMSDOS, welches mit dem des Controllers kollidiert.

#### 6128plus (1990)

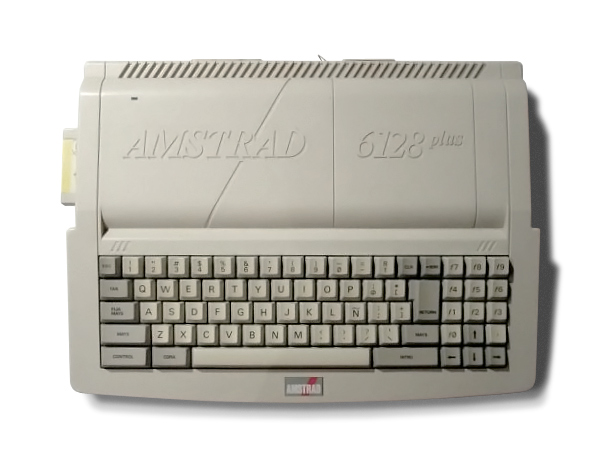
Spanischer Amstrad 6128Plus

Wie CPC6128, zzgl. o. g. Verbesserungen. Ggü. dem klassischen CPC6128 fehlt jedoch der Anschluss für den Kassettenrecorder.

#### GX4000 (1990)

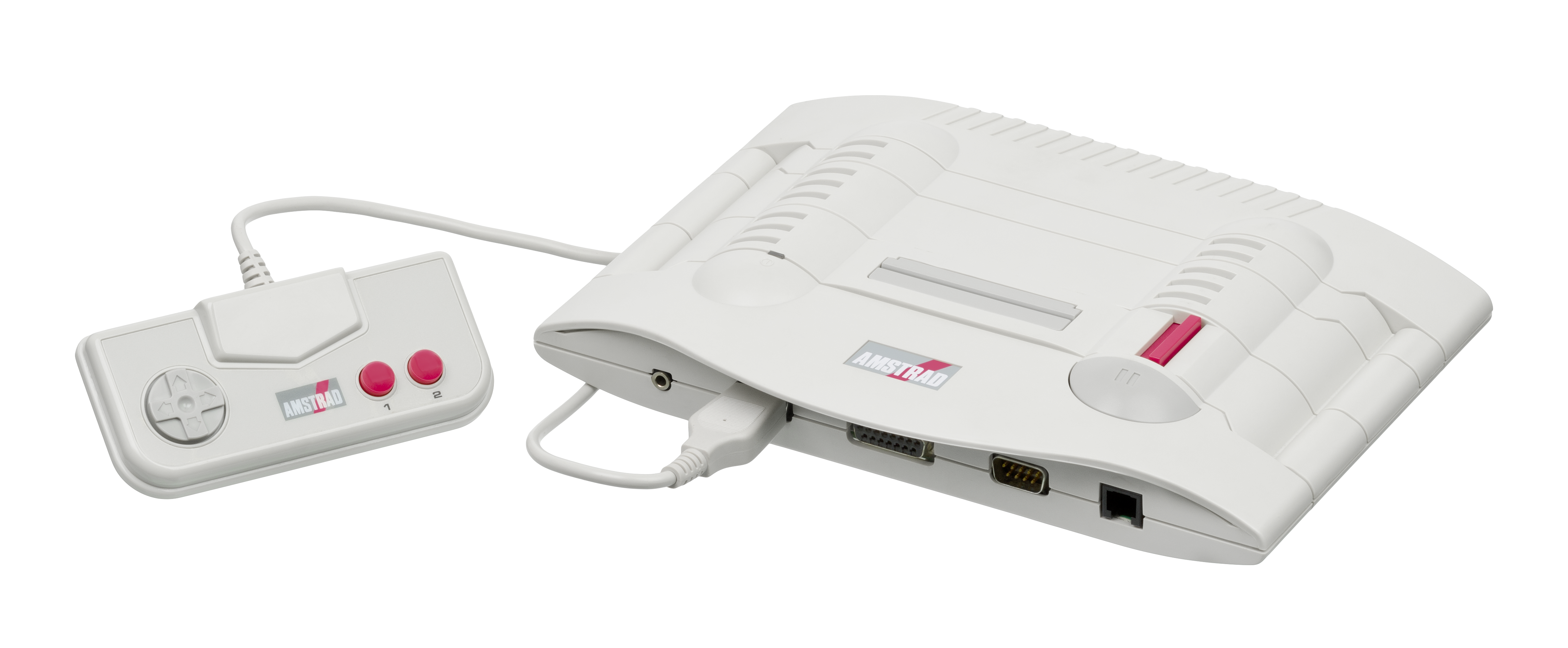
Amstrad-GX4000-Spielkonsole

Die GX4000-Spielkonsole entspricht technisch weitestgehend dem 464plus, besitzt allerdings kein Kassettenlaufwerk und keine Anschlüsse für Drucker und Erweiterungen. Um sie an den Fernseher anschließen zu können, besitzt sie sowohl einen Composite-Video- und einen SCART-Anschluss. In den Hochzeiten des CPCs fand sich ein Tüftler (Wolfgang Noisternig, auch bekannt als The Cranium), der die Spielkonsole zu einem vollwertigen 6128plus erweiterte. Zu erhältlichen Spielen siehe den Abschnitt Software (speziell für die Plus-/GX4000-Reihe)

#### CSD
Der CSD oder Cartridge Software Demonstrator war eine Werbemaßnahme für die Plus-/GX-Reihe. Aufbauend auf CPC-Ersatzteilen, mit einem kastenähnlichen Gehäuse, waren auf einem zweiten Board bis zu zwölf Spielecartridges untergebracht, die zeitlich begrenzt gespielt werden konnten. Die Auswahl der einzelnen Cartridges erfolgte im Bildschirmmenü. Der CSD war für Demonstrationszwecke in Kaufhäusern gedacht und nicht frei erhältlich.

### Projekte und interne Codebezeichnungen
Ein Nachfolgeprojekt der ursprünglichen CPC-Reihe lief unter dem Codenamen Arnold bzw. ANT (Arnold Number Two).
Gerüchten zufolge sollen Amstrads Computer firmenintern allerdings alle Arnold geheißen haben, benannt nach dem Chefentwickler Roland Perry (Arnold ist ein Anagramm von Roland).
Da wenige Informationen vorliegen, führt vermutlich ein Vergleich mit der PCW-Technik am weitesten. Realistisch für das Projekt erscheinen folglich 256 oder 512 KB RAM sowie ein 3½″-Laufwerk. Auch die Verwendung des kompatiblen, mit 8 MHz doppelt so schnell getakteten Z80H könnte zum Plan gehört haben.
Die Nummerierung ist jeweils auf dem Startbildschirm, z. B. als (V3), sichtbar:
- Arnold 1 = CPC464
- Arnold 2 = CPC664
- Arnold 3 = CPC6128
- Arnold 4 = 464plus, 6128plus und GX4000

Für den CPC472 gibt es keine eigene Arnold-Nummer, da es sich nicht um einen eigenständigen Rechner handelt. Die gesamte Plus-Reihe teilt sich eine Arnold-Nummer, die angezeigte Version 4 differiert jedoch von der während der Entwicklung verwendeten Nummer V (römisch 5).
Ein anderer, offiziell bestätigter, allerdings vermutlich sehr inoffiziell benutzter Name innerhalb der CPC-Serie war IDIOT, er stand als Abkürzung für Insert Disc Instead Of Tape.

### Klone, Umbauten und Zeitungsenten

#### DDR-Klon

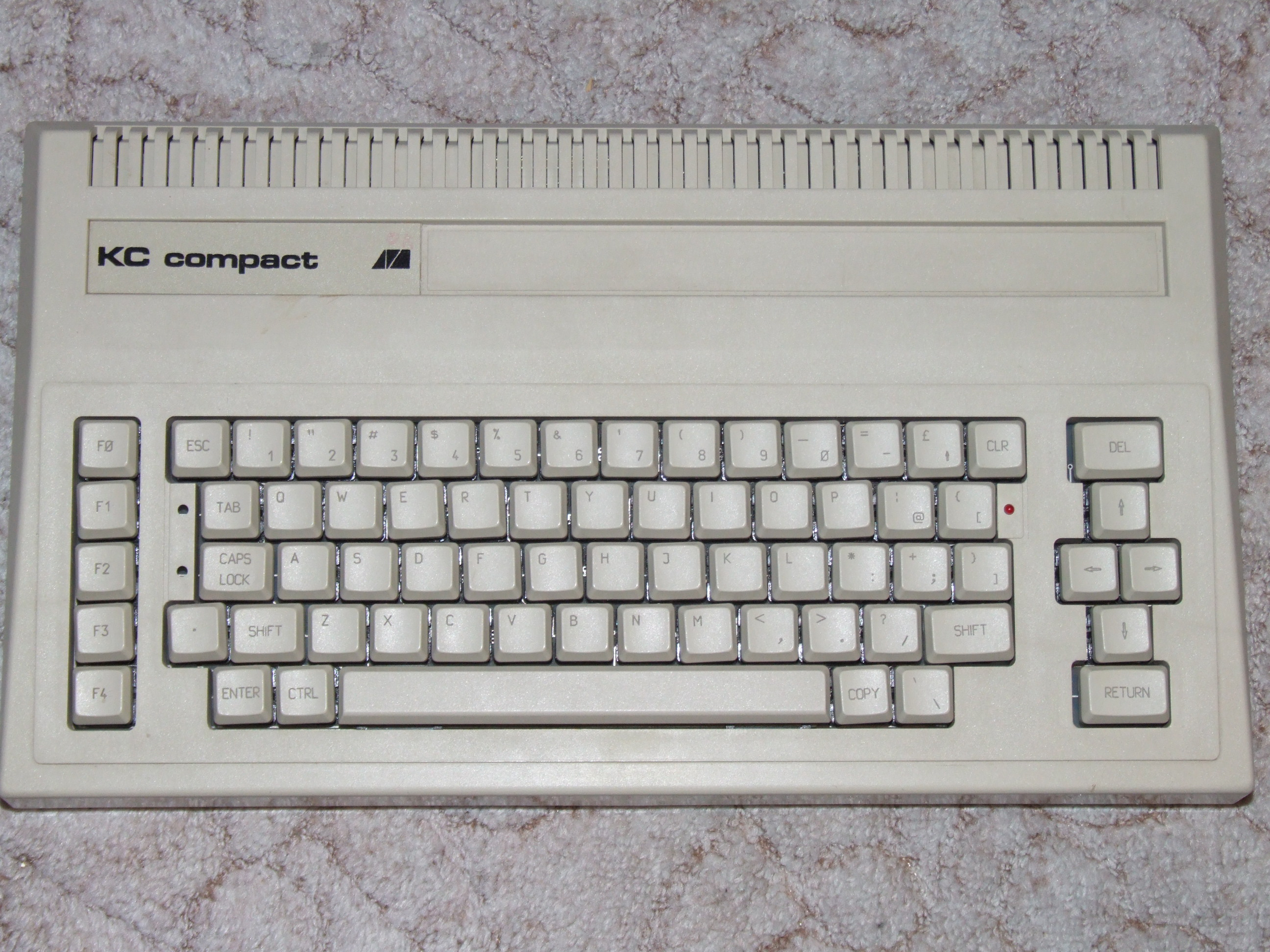
KC compact

Der KC compact, ein am 7. Oktober 1989 eingeführter und wegen des fast unmittelbar folgenden Zusammenbruches der DDR seltener Klon des CPC464 auf Basis von DDR- bzw. sowjetischen Chipsätzen. Fast kompatibel, mit 64 KB bzw. optionalen 128 KB RAM ausgestattet, wurde er mit einem Kassettenrecorder oder einem optionalen (und noch selteneren) externen 5,25″-Robotron-Diskettenlaufwerk und einem Fernseher betrieben, das Gehäuse erinnerte entfernt an den C64.

#### Russischer Klon
1993 entstand mit dem Aleste 520EX bei einer russischen Firma in Omsk (Sibirien) ein Klon, der zu einem CPC6128 kompatibel war. Zusätzlich bestand die Möglichkeit, das Gerät in einen MSX-Modus umzuschalten. Im CPC-Modus gab es, außer 192 KB RAM, keine Unterschiede zum CPC. Über eine Erweiterungskarte namens Magic Sound war es möglich, Scream-Tracker-Dateien direkt mit diesem Computer abzuspielen.
Mittlerweile existiert eine leicht veränderte Version von Caprice, die die Emulation des Aleste 520EX ermöglicht.

#### Zeitungsente aus Frankreich
Der (fiktive) CPC5512 war ein Scherz des französischen Computermagazins Hebdogiciel im Jahre 1985, der zwar in der nächsten Ausgabe widerrufen wurde, aber ein gerichtliches Nachspiel nach sich zog.

#### Aufrüsten auf 512 KB
Unter der Projektbezeichnung CPC 6512 veröffentlichte die deutsche Computerzeitschrift c’t im Oktober 1987 eine Anleitung, wie ein CPC 6128 mit 512 KB Hauptspeicher ausgestattet werden kann.
In der auf versierte Hobby- und Amateuranwender ausgelegten Bauanleitung wurden die (fest eingelöteten) RAM-Bausteine im Computer durch solche mit höherer Kapazität ersetzt und die neuen Adressleitungen über zusätzlich einzubauende ICs angesprochen. Wie beim CPC 6128 war der erweiterte Speicher logisch über Bankswitching ansprechbar und erreichbar. Aufgrund fehlender Unterstützung in den (sowieso nur auf 64 KB Hauptspeicher ausgelegten) AMSDOS- und CP/M-Betriebssystemen des CPC konnte der Zusatzspeicher nur in selbstgeschriebenen oder im Rahmen des Projektes veröffentlichten Programmen genutzt werden. Wichtigste Standardanwendung dürfte die sowohl unter AMSDOS als auch unter CP/M ansprechbare RAM-Disk gewesen sein.
Das Projekt weist eine gewisse Ähnlichkeit mit dem CPC 5512 auf, den das französische Computermagazin Hebdogiciel in einem Aprilscherz beschrieb. Anders als dort handelt es sich beim CPC 6512 aber um einen tatsächlich realisierbaren, funktionsfähigen Umbau des CPC 6128.
In späteren Jahren waren RAM-Erweiterungen bis zu 4 MB (sowohl extern als auch intern) verfügbar. Von CP/M Plus gab es eine Version von Dobbertin, die bis zu 576 KB RAM unterstützte. Dabei wurde eine 448-KB-RAM-Diskette zur Verfügung gestellt. Erweiterungs-RAM lässt sich allerdings auch von BASIC aus verwenden, wenn auch nur eingeschränkt.

## Erhältliches Zubehör und Software

### Hardware (Auswahl)

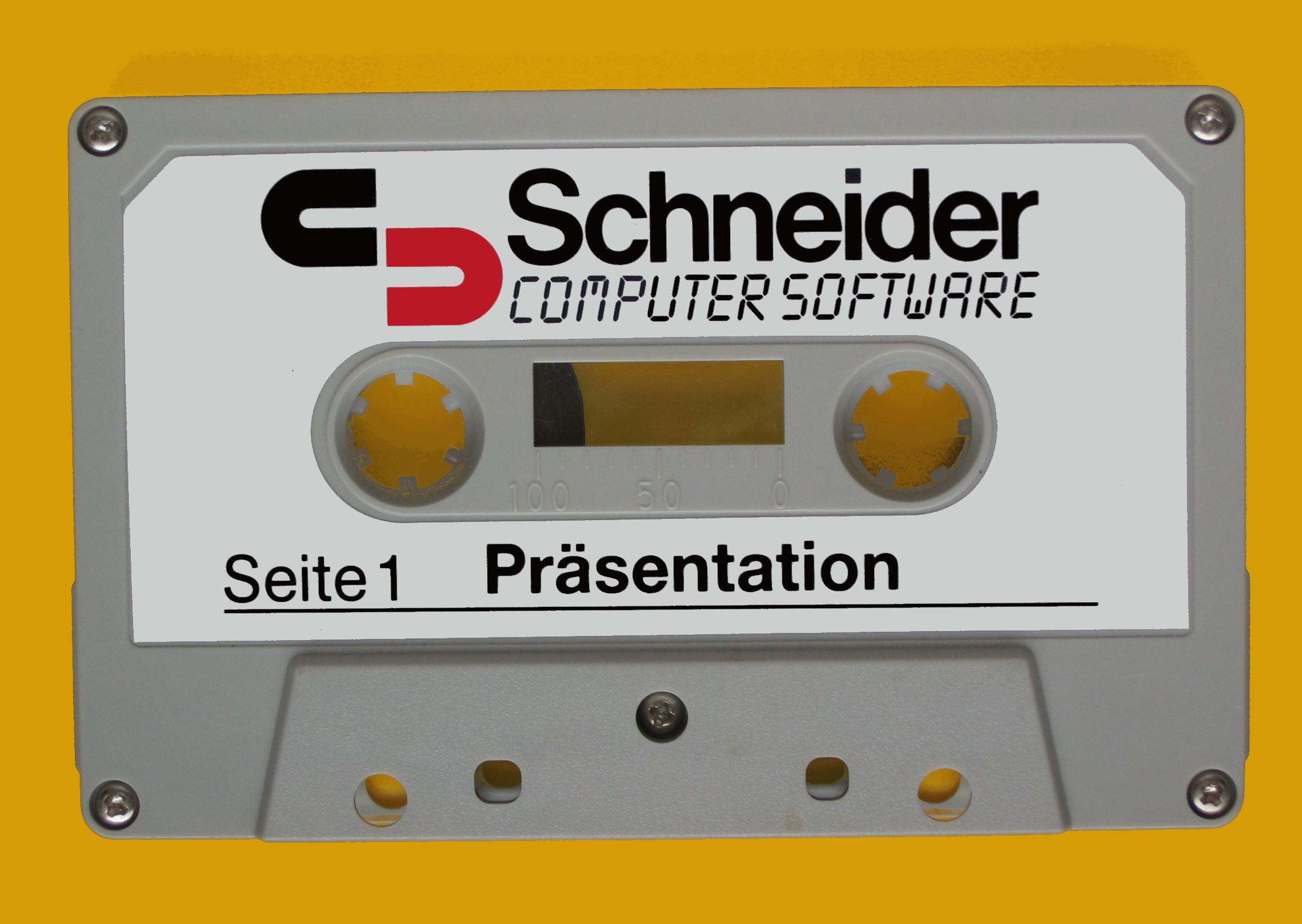
Schneider CPC Demo-Software war im Lieferumfang des CPC 464

- Monochrommonitor, grün (Amstrad GT64,[2] GT65[3][4][5])
- Farbmonitor (Amstrad CTM640[2], CTM644[3][4][5])
- Externes Diskettenlaufwerk DDI-1, 3″, speziell zur Nachrüstung des CPC464
- Drucker (Amstrad), Nadeldrucker für Endlospapier (Traktor)
- Beliebige Drucker, Centronics-Schnittstelle (Druckerport), 7-bit oder 8-bit.
- Joystick, verschiedene Modelle und Hersteller
  - Kult: schwarze rechteckige Basis mit rotem Knüppel und Tasten (z. B. Competition Pro)
- Maus, Lightpen, Video-Schnittstelle, externe Lautsprecher, Fischertechnik-Scanner-Plotter, Sprach-Ausgabemodul von dk'tronics und Amstrad
- Selbstbau-Steuer- und Messmodule
- selten: Amstrad Radio-Unterbau für CTM-Monitore
- selten: Dart-Scanner (Aufsatz auf Druckkopf um DMP-Drucker zum Scanner zu machen)
- Modulator/Stromversorgung zum Anschluss des CPC an einem normalen Fernsehgerät (Amstrad MP1[2], Amstrad MP2[3][4][5])
- externe Datasettenlaufwerke (normale Kassettenrekorder mit Adapterkabel)
- andere 3½″ und 5¼″ Diskettenlaufwerke. (Die Belegung des mechanisch identischen vierpoligen Stromsteckers weicht ab!)
- Speichererweiterungen (bis zu 512 KB (zeitgenössisch) bzw. bis zu 4 MB (heute))
- etc.

### Software (Auswahl)
- Programmiersprachen: C, LOGO, Turbo Pascal, FORTRAN, BASIC-Compiler für Locomotive BASIC, Assembler-Editoren
- Büroanwendungen, nach Gattungen, zahlreich: Textverarbeitung, Tabellenkalkulation, Kalender, Datenbank, Desktop-Publishing (DTP) für Broschüren, Geschäftsgrafiken
- Labor & Technik: CAD, 3D-Grafik, Statistik & Berechnungen
- Tools: Bildbearbeitung, (ASCII-)Posterdruck, Bilddruck, Musik, Diskettenkopieren, Diskettensektoreditor
- Experiment: Apfelmännchen, Künstliche Intelligenz, Spiel des Lebens, Sprachsynthese, Video
- Diverse Spiele (vgl. C64 und Sinclair), alle Genres
- Ansteuerung zusätzlicher Hardware: Plotter, Scanner, LightPen, Maus, Laufwerke, Modem
- CP/M-Software, in der Praxis Zugang durch 3″-Medien und Händler eingeschränkt. Ein günstiges 3,5″-B-Laufwerk behebt das 3″-Manko.
- Betriebssysteme: SymbOS, Z3Plus, weitere

### Software (speziell für die Plus-/GX4000-Reihe)
Für den 464plus/6128plus gab es nur 27 Spiele auf Steckmodul und somit für die GX4000 auch insgesamt.
Mit Hardware gebündelt:
- Burnin’ Rubber (Lag der Konsole und den 464plus/6128plus bei)
- The Enforcer (Nur mit Lichtpistole (Lightgun) zusammen erhältlich)
- Skeet Shoot (Nur mit Lichtpistole zusammen erhältlich)

Einzeln im Handel erhältlich:
- Barbarian 2
- Batman The Movie
- Chase HQ II
- Copter 271
- Crazy Cars II
- Dick Tracy
- Fire and Forget II
- Gazza II
- Klax
- Mystical
- Navy Seals
- No Exit
- Operation Thunderbolt
- Pang
- Plotting
- Pro Tennis Tour
- Robocop 2
- Space Gun
- Super Pinball Magic
- Switchblade
- Tennis Cup II
- Tintin On the Moon
- Wild Streets
- World Of Sports

Auf Diskette bzw. Kassette (und damit nicht ohne Umwege für die GX4000 nutzbar):
- Prehistorik II

Siehe auch Kategorie:Amstrad-CPC-Spiel.

## Besonderheiten
Eine Kuriosität stellte der französische Markt dar. Hier war die Nachfrage nach CPC wesentlich größer als erwartet, während sie in Deutschland und England eher verhalten war, insbesondere bei der Plus-Reihe. Dadurch gelangten auch viele Schneider/Amstrad CPC sowie Amstrad Plus mit englischer Tastaturbelegung (gegebenenfalls als Grauimport) nach Frankreich, teilweise mit weißen, französischen Farbtabellenaufklebern auf dem Diskettenlaufwerk. Beim Schneider CPC6128 bedeutete dies für die Käufer zusätzlich, mit den bei regulärer französischer Ware nicht vorhandenen Centronics-Buchsen konfrontiert zu werden.